# Dolichopus distinctus
Dolichopus distinctus är en tvåvingeart som beskrevs av Van Duzee 1921. Dolichopus distinctus ingår i släktet Dolichopus och familjen styltflugor. Inga underarter finns listade i Catalogue of Life.